# Christine Ebner
Christine Ebner (c. 1277, Nuremberg - † 1355, Engelthal) fou una escriptora alemanya, mística i visionària.
Amb dotze anys es va fer monja dominica i va començar a tenir visions i entrar en èxtasi a partir dels 37. El seu confessor, Conrad de Füssen, va animar a posar aquelles visions per escrit.
A la seva època va gaudir de gran popularitat i ascendència sobre els polítics del seu país. Tanmateix, els escrits de Christine no van començar a editar-se fins al 1872.